# Muzej predkolumbovskega zlata
Muzej predkolumbovskega zlata (špansko Museo del Oro Precolombino, uradno špansko Museo de Oro Precolombino Álvaro Vargas Echeverría) je muzej v San Joséju v Kostariki. Je v podzemni zgradbi pod Plaza de la Cultura in je v lasti in skrbniku Banco Central de Costa Rica.
Predkolumbijski muzej zlata ima izjemno zbirko predmetov iz zlata, ki odsevajo pogled na svet, družbeno strukturo in zlatarstvo predkolumbovskih ljudstev, ki so zasedala sedanje ozemlje Kostarike. Razstava prikazuje uporabo in delovanje kosov, tehnologijo, pa tudi odnos do narave in vsakdanje življenje teh človeških skupin.
Predkolumbovski obrtniki, ki so živeli na območju, ki je trenutno Kostarika, so delali z domačim aluvialnim zlatom, ki so ga pridobivali iz peska rek in obalnih bregov in so ga izpirali v lesenih posodah. Umetnost obdelave kovin je zahtevala posebno spretnost, dolgotrajno in zapleteno vajeništvo, ki so ga izvajali redno zaposleni strokovnjaki.
Muzej ima arheološko zbirko 3567 predkolumbovskih artefaktov, sestavljenih iz 1922 keramičnih kosov, 1586 zlatih predmetov, 46 kamnitih predmetov, 4 predmetov iz žada in 9 predmetov iz stekla ali kroglic. Zbirka zlata sega v obdobje od 300 do 400 pred našim štetjem do leta 1550 našega štetja. Zbirka vključuje živalske figurice (zlasti žabe, orle, jaguarje, aligatorje, jelene), amulete, uhane, erotične kipce in več dioram, vključno z El Guerrerom, zlato bojevniško figuro v naravni velikosti, okrašeno z zlatimi okraski v stekleni škatli in podrobno maketo. iz predkolumbovske vasi. Obstaja tudi replika predkolumbovskega groba z 88 zlatimi predmeti, ki je bil izkopan na plantaži banan v jugovzhodni Kostariki v petdesetih letih prejšnjega stoletja. V zgodovini Kostarike je zlato veljalo za simbol oblasti in predmeti pričajo o izdelavi iz predkolumbovskega obdobja.
Predkolumbovski predmeti prihajajo iz različnih geografskih regij države: posode v različnih oblikah, predmeti, kipi in pripomočki iz keramike in kamna, ki so se uporabljali v vsakdanjem in obrednem življenju ljudi.
Museo Numismático (Narodni muzej kovancev) je prav tako v isti stavbi v pritličju in prikazuje razstave iz leta 1236, vključno s kovanci, bankovci in neuradnimi predmeti, kot so kavni žetoni. V pritličju je tudi »Casa de Moneda« z informacijami o zgodovini kovanja v Kostariki in prikazi, ki ponazarjajo njegov razvoj. Zbirka vključuje prvi kovanec Kostarike, Media Escudo, ki je bil kovan leta 1825.

## Galerija
- Zlate figure, glasbenik in plesalec
- Zlata ogrlica
- Zlata rakovica
- Zlati jastogi
- Zlata bareta
- Zlata žaba
- Zlati aligator z mačjim obrazom
- Zlata harpijski orel
- Zlati jeleni jedo koruzo
- Zlata figura šamana
- Zlata figura boga Sibu
- Diorama predkolumbovske vasi